# Martina Schild
Pour les articles homonymes, voir Schild.
Martina Schild, née le 26 octobre 1981 à Brienz (Suisse), est une skieuse alpine suisse. Elle a décroché la médaille d'argent à San Sicario en descente le 15 février 2006 durant les Jeux olympiques de Turin. Elle vit à Grindelwald. En septembre 2013, en raison de problèmes de santé, elle annonce la fin de sa carrière sportive de compétition.
Elle est la petite-fille de Hedy Schlunegger, championne olympique en 1948.

## Biographie
Elle a commencé sa carrière professionnelle en décembre 1995 où elle participe à ses premières courses FIS. Elle a pris part à la coupe d'Europe de ski alpin à partir de 1999. Sa première apparition en coupe du monde de ski alpin a lieu à St-Moritz le 21 décembre 2001. Elle a terminé 29e de l'épreuve et a inscrit ses premiers points en coupe du monde. Durant cette saison, son meilleur résultat a été une 13e place. Lors de la saison 2002-2003, elle est parvenue à améliorer ce résultat en obtenant une 6e place en coupe du monde. La saison 2004-2005 a été plus compliquée pour elle. Elle n'est pas parvenue à obtenir de résultats similaires aux saisons précédentes. En fin d'année 2005, elle réussit à nouveau à avoir de bons résultats et le 16 décembre 2006, elle a terminé à la 3e place du podium lors du Super G de Schladming, en Autriche.
Elle s'est qualifiée pour les Jeux olympiques d'hiver de 2006. Au sommet de sa carrière, elle a remporté la médaille d'argent de la descente olympique, derrière la championne Michaela Dorfmeister. Elle a également terminé 6e du Super G lors de ces Jeux d'hiver. Aux championnats du monde de Åre, en Suède, elle a obtenu une 12e place en Super G.
Le 2 décembre 2007, elle remporte sa première course en coupe du monde lors du Super G de Lake Louise, au Canada. Mais dès la saison 2008-2009, ces résultats se sont détériorés. En ne réussissant aucune fois à se classer dans le top 20 d'une course, elle n'est pas parvenue à se qualifier pour le championnat du monde de 2009 à Val d'Isère. Lors de la saison 2009-2010, elle est parvenue à nouveau à terminer sur le podium en se classant 3e du Super G de Haus im Ennstal le 10 janvier 2010. Malheureusement, le 27 janvier 2010, elle a chuté lors de l'entraînement en vue de la descente de St-Moritz. Elle s'est déchirée le ligament et s'est blessée au ménisque du genou gauche. Sa blessure a mis fin à sa saison et exclut sa participation aux Jeux olympiques d'hiver de 2010, à Vancouver.
De retour lors de la saison 2010-2011, elle ne réussit pas obtenir de bons résultats et, par conséquent, elle ne s'est pas qualifiée pour le championnat du monde de 2011. Elle a terminé deux fois dans le top 5 d'un Super G lors de la saison 2011-2012. 
En raison de problème de dos persistants, elle annonce avant le début de la saison 2013-2014 qu'elle se retire du circuit professionnel.

## Palmarès

### Jeux olympiques
| Édition / Épreuve | Descente | Super G |
| ----------------- | -------- | ------- |
| JO 2006 Turin     | Argent   | 6e      |

### Championnats du monde
| Édition / Épreuve | Super G |
| ----------------- | ------- |
| Mondiaux 2007 Åre | 12e     |

### Coupe du monde
- Meilleur classement général : 23e en 2008.
- 3 podiums, dont 1 victoire (en super G).

| Saison/Classement | Général | Général | Descente | Descente | Slalom géant | Slalom géant | Super G | Super G | Combiné | Combiné |
| Saison/Classement | Class.  | Points  | Class.   | Points   | Class.       | Points       | Class.  | Points  | Class.  | Points  |
| ----------------- | ------- | ------- | -------- | -------- | ------------ | ------------ | ------- | ------- | ------- | ------- |
| 2001-2002         | 121e    | 2       | 51e      | 2        | -            | -            | -       | -       | -       | -       |
| 2002-2003         | 94e     | 20      | 31e      | 20       | -            | -            | -       | -       | -       | -       |
| 2003-2004         | 65e     | 97      | 25e      | 74       | -            | -            | 35e     | 23      | -       | -       |
| 2004-2005         | 115e    | 4       | 53e      | 4        | -            | -            | -       | -       | -       | -       |
| 2005-2006         | 61e     | 79      | 26e      | 60       | -            | -            | 44e     | 12      | 38e     | 5       |
| 2006-2007         | 45e     | 171     | 33e      | 47       | -            | -            | 16e     | 124     | -       | -       |
| 2007-2008         | 23e     | 354     | 16e      | 153      | -            | -            | 11e     | 201     | -       | -       |
| 2008-2009         | 48e     | 135     | 19e      | 94       | -            | -            | 29e     | 41      | -       | -       |
| 2009-2010         | 30e     | 211     | 31e      | 58       | 40e          | 13           | 15e     | 133     | 35e     | 7       |
| 2010-2011         | 81e     | 59      | 39e      | 20       | -            | -            | 30e     | 39      | -       | -       |
| 2011-2012         | 54e     | 135     | -        | -        | -            | -            | 12e     | 135     | -       | -       |

| Saison / Épreuve | Super G     | Total |
| ---------------- | ----------- | ----- |
| 2007-2008        | Lake Louise | 1     |
| Total            | 1           | 1     |

### Coupe d'Europe
- Troisième du classement du Super G lors de la saison 2001-2002.
- 6 podiums, dont 3 victoires.

| Saison/Classement | Général | Général | Descente | Descente | Super G | Super G | Slalom géant | Slalom géant |
| Saison/Classement | Class.  | Points  | Class.   | Points   | Class.  | Points  | Class.       | Points       |
| ----------------- | ------- | ------- | -------- | -------- | ------- | ------- | ------------ | ------------ |
| 2000-2001         | 57e     | 148     | 20e      | 89       | 24e     | 59      | -            | -            |
| 2001-2002         | 10e     | 461     | 9e       | 172      | 3e      | 285     | 75e          | 4            |
| 2002-2003         | 115e    | 49      | 46e      | 41       | 58e     | 8       | -            | -            |
| 2004-2005         | 74e     | 93      | 34e      | 43       | 24e     | 50      | -            | -            |
| 2005-2006         | 19e     | 395     | 20e      | 105      | 4e      | 290     | -            | -            |
| 2008-2009         | 156e    | 11      | -        | -        | 51e     | 11      | -            | -            |
| 2010-2011         | 105e    | 50      | 40e      | 18       | 28e     | 32      | -            | -            |
| 2011-2012         | 81e     | 86      | -        | -        | -       | -       | 32e          | 86           |

| Saison / Épreuve | Super G     | Total |
| ---------------- | ----------- | ----- |
| 2001-2002        | Tignes (x2) | 2     |
| 2005-2006        | Caspoggio   | 1     |
| Total            | 3           | 3     |

### Championnats du monde juniors
| Édition / Épreuve             | Descente | Super G | Slalom géant | Slalom |
| ----------------------------- | -------- | ------- | ------------ | ------ |
| Mondiaux juniors 2000 Québec  | 32e      | 11e     | 47e          | 39e    |
| Mondiaux juniors 2001 Verbier | 7e       | Bronze  | -            | -      |

### Autres succès
- Un titre de championne de Suisse de descente (2009)
- 6 victoires dans des courses FIS